# Cissus simsiana
Cissus simsiana är en vinväxtart som beskrevs av Roem. & Schult.. Cissus simsiana ingår i släktet Cissus och familjen vinväxter. Inga underarter finns listade i Catalogue of Life.